# Natalie Pröse
Natalie Pröse (* 27. September 1990 in Offenbach) ist eine deutsche Tennisspielerin.

## Karriere
Pröse bevorzugt laut ITF-Profil Teppich- und Rasenplätze. Sie spielt vorrangig auf der ITF Women’s World Tennis Tour, wo sie aber noch keinen Titel erringen konnte.
Im Oktober 2007 spielte Pröse ihr erstes Profiturnier in Dubrovnik.
Ihr erstes Turnier auf der WTA Tour bestritt Pröse im Juli 2009 bei den Prague Open, wo sie eine Wildcard für die Qualifikation erhielt. Sie unterlag aber bereits in ihrem ersten Spiel der Slowakin Lenka Wienerová mit 1:6 und 0:6.
2011 erreichte sie ihr erstes Finale bei dem mit 10.000 US-Dollar dotierten ITF-Turnier in Gardone Val Trompia, wo sie mit ihrer Partnerin Mirjam Zeller dem Duo Yuka Higuchi und Hirono Watanabe mit 1:6 und 2:6 unterlagen.
Im April 2017 erhielt sie abermals eine Wildcard für die Qualifikation eines WTA-Turniers. Bei den Ladies Open Biel scheiterte sie in der Qualifikation an Richèl Hogenkamp mit 6:3, 2:6 und 5:7 abermals in ihrem ersten Spiel.
Pröse spielte 2010 in der 2. Tennis-Bundesliga für den Ratinger TC Grün-Weiß. Seit 2018 ist sie mit dem SC Frankfurt 1880 in der Südgruppe der 2. Bundesliga vertreten.
Pröse ist dreifache hessische Meisterin bei den Damen (2015, 2017 und 2018) sowie vierfache Hallenmeisterin (2014 bis 2016 und 2018).